# 泉都大祭
泉都大祭（せんとたいさい）は、2005年より別府まちづくり推進委員会（立命館アジア太平洋大学のサークル団体）内の泉都大祭運営委員会が行う祭創造プロジェクトによって大分県別府市で開催されている祭りである。
メンバーは立命館アジア太平洋大学生以外にも別府、大分の高校生や短期大学、専門学校の生徒などで運営されている。
毎年10月または11月に「温泉神社神輿」が2日間にわたって別府八湯をめぐる。別府の温泉と自然に感謝し、地域に生きる人々が自分の住むまちに愛と誇りを持つことで別府市の活性化に繋がることを目標に行われている。
“今以上に別府を愛し誇りに思えるような楽しいまちにしたい”という想いから、泉都大祭を通して地域や世代を越えたつながりを創り、まちに活力と一体感を生みし、“100年続く祭り”をつくることを目指し活動している。
祭り当日は八幡朝見神社で催し物が開催される。

## 歴史
- 2005年11月12日・13日 - 平成十七年度 第一回泉都大祭
- 2006年11月11日・12日 - 平成十八年度 第二回泉都大祭
- 2007年10月19日・20日・21日 - 平成十九年度 第三回泉都大祭 3日間で八湯をまわった。
- 2008年11月15日・16日 - 平成二十年度 第四回泉都大祭 観海寺の伝統踊りである「まっちょる節」を復活。
- 2009年11月21日・22日 - 平成二十一年度 第五回泉都大祭 従来の「2日で八湯を神輿でまわる」内容を変更し、1日目は各地域に使節団としてお湯を献上してもらいに足を運び、2日目は朝見神社から別府市街地を神輿巡幸した。
- 2010年11月6日・7日 - 平成二十二年度 第六回泉都大祭 一日目は昨年度同様に別府八湯各地区に使節団を派遣してお湯を献上してもらう。二日目は昨年度の渡御ルートに、2010年1月13日に火災のあった光町を加え神輿巡幸した。
- 2011年11月19日 - 平成二十三年度 第七回泉都大祭